# ボリス・チチェーリン

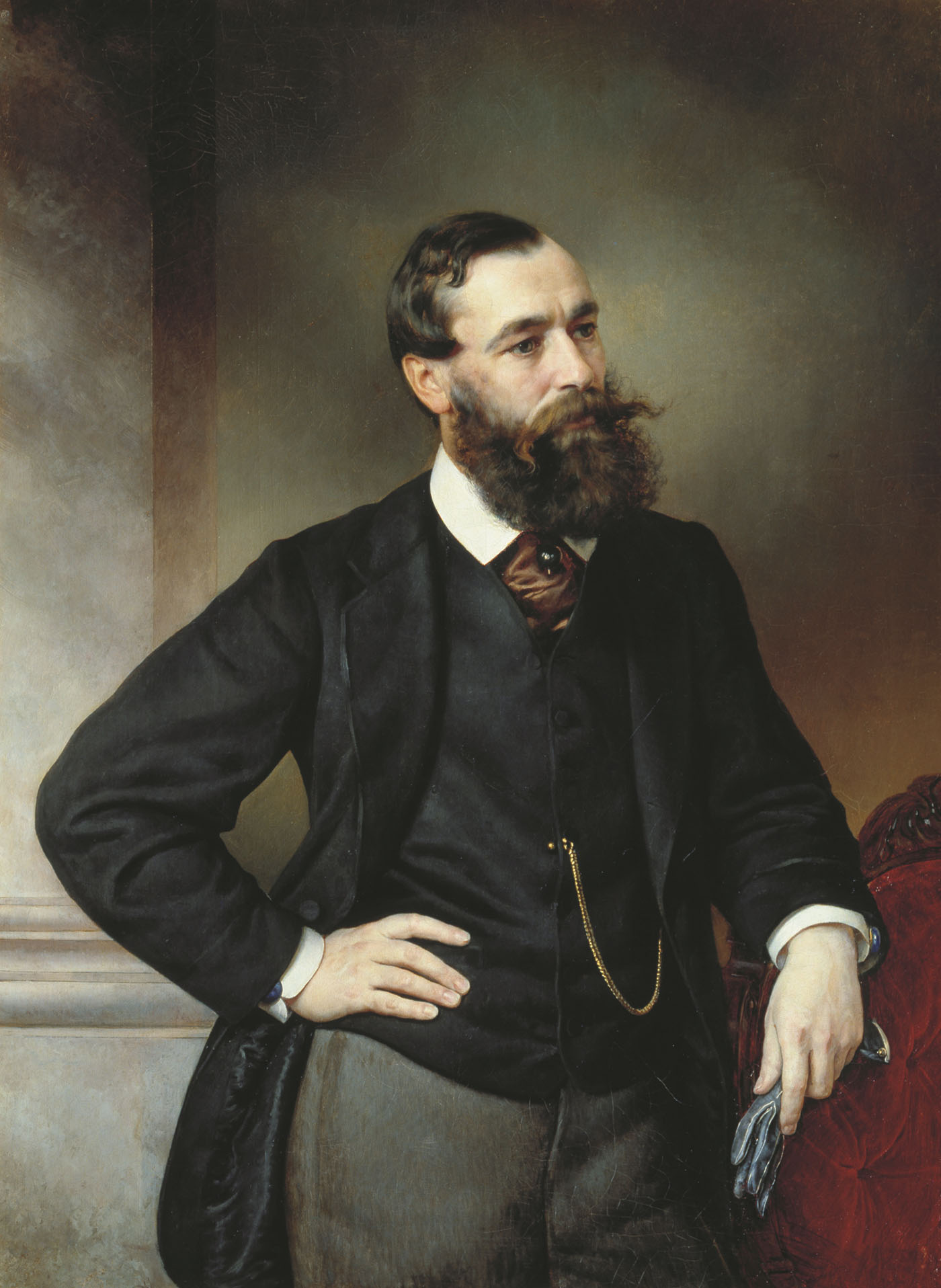
ボリス・チチェーリン

ボリス・ニコラエヴィチ・チチェーリン（ロシア語: Борис Николаевич Чичерин、Boris Nikolaevich Chicherin、1828年5月26日 - 1904年2月3日）は、ロシアの法律学者、法史学者、政治思想家。
チチェーリンは、ロシアの自由主義的改革を主張し、コンスタンチン・カヴェーリンの創始したロシア国家学派を完成させた。ロシア革命（十月革命）が起こると、チチェーリンはその自由主義的哲学観を最大級に評価された。しかし、ソビエト政権成立後、ソ連共産党はチチェーリンの自由主義を忌避し、その業績をイデオロギー的に葬り去ろうとした。

## 経歴・概要
1828年ロシア帝国のタンボフ県に代々続く、富裕な貴族の家庭に生まれる。父ニコライ・ワシリエヴィチ・チチェーリンは、ウォッカの醸造、販売業と酒税の徴税請負で財を成した人物であった。チチェーリン家の起源は、15世紀末にイワン3世が、東ローマ帝国最後の皇帝コンスタンティノス11世パレオロゴスの姪ソフィヤを娶った際に、イタリアからソフィヤに随行した官員であるとされる。「チチェーリン」姓はイタリア語のキケロに由来し、「雄弁家」や「外国案内人」の意味を持つようになった。その後、ロシアの歴史研究者から、このチチェーリン家イタリア起源説は否定され、現在ではロシアの地方貴族であると主張されているが、チチェーリン一門は、イタリア出身であるという出自を誇り、代々、西欧世界に親しみを抱き、ロシアにおける外交を担当する家であると自ら任じていた。ちなみにチチェーリンの弟、ワシリー・ニコラエヴィチも外務省に勤務し、その子、ゲオルギー・ワシリエヴィチ・チチェーリンは、ソビエト政権最初の外相（外務人民委員）を勤めた。
チチェーリンは、15歳まで家庭教育を受けたあと、1844年モスクワに上京し、翌1845年モスクワ大学法学部に入学する。1849年モスクワ大学を卒業し、大学に残る。1852年から1854年にかけて修士論文を執筆するが大学の審査は通過できなかった。師にあたるチモフェイ・グラノフスキーの下で、教鞭をとりつつ、執筆活動を展開し、アレクサンドル・ゲルツェンやカヴェーリンとともに自由主義者の主要な理論家となった。
1860年代にロシア皇帝アレクサンドル2世の大改革が開始されると、チチェーリンは大改革に対して「ロシアの法制史上、最高の記念碑」と積極的に評価し、これを擁護した。1856年に論文『17世紀のロシアの地方政府』を発表する。1861年ヨーロッパ諸国留学から帰国。1866年『代議制論』を執筆し、ヘーゲル的な理性に基づく国家論を理想とし、立憲君主制を支持した。
1868年モスクワ大学を辞して、タンボフ県に戻る。タンボフ在住中、政治学、歴史学、法史学に関する大著を著し、内容とともに文体も評価され、ツルゲーネフやトルストイによって激賞された。
その後モスクワに戻ったチチェーリンは、1882年モスクワ市会によって市長に選出された。市長在任中は、急進的な革命運動に対して否定的な態度を崩さず、ポーランド独立運動に対してもアレクサンドル2世とロシア帝国政府の強攻策を支持した。しかし、新帝アレクサンドル3世の即位式でモスクワ市長としての演説を行ったが、その内容が自由主義的であると指弾され、辞任を余儀なくされた。公職を辞したチチェーリンは回顧録のほか、化学、動物学および幾何学に関する著作の執筆に晩年を費やした。日露戦争開戦直前の1904年2月3日に死去。

## 関連図書

### 主要な著作
- "Областные учреждения России в XVII в." (1857)
- «Опыты по истории русского права» (1859)
- "Очерки Англии и Франции" (1859)
- «Несколько современных вопросов» (1861)
- «Наука и религия» (1879)
- «Мистицизм в науке» (1880)
- «Основания логики и метафизики» (1894)
- «О народном представительстве» (1899)
- «История политических учений» (5 т.)
- «Собственность и государство» (2 т., 1882-83)
- «Философия права» (1901)
- «Курс государственной науки» (3 т.; 1894, 1896, 1898)
- «Вопросы политики» (1903)